# 王博武
王博武（?—?），唐朝许州（今河南省许昌市）人。
会昌年间，侍奉母亲至广州，在沙涌口，遇到暴风，母亲溺死，王博武非常悲痛，自投于水中。岭南节度使卢贞派属吏用网把二具尸体打捞上来，安葬了他们，表其墓为“孝子墓”。唐武宗下诏为王博武刻石。